# Кафедральний собор Монтевідео
Кафедральний собор Монтевідео, повна назва — Собор Непорочного зачаття Пресвятої Діви Марії і Святих Пилипа і Якова (ісп. Catedral Metropolitana de Montevideo) — мала базиліка, католицька церква у місті Монтевідео, Уругвай. Церква є кафедральним собором архієпархії Монтевідео. Церква вважається «Матір'ю» (ісп. Iglesia Matriz) всіх уругвайських католицьких храмів. Церква розташовується в старому місті Монтевідео на площі Пласа-де-ла-Конститусьйон. Національна історична пам'ятка.

## Історія
1740 року на цьому місці стояла невеличка цегляна церква. 
20 листопада 1790 року закладено наріжний камінь у фундамент нової церкви. 
21 жовтня 1804 року відбулося освячення церкви, будівництво якої ще не було закінчено. Храм освятили на честь заступників Монтевідео апостолів Пилипа і Якова. Будівельними роботами керували інженери Хосе дель Позо-і-Маркес, Хосе Кустодіо де Саа-і-Фаріа і архітектор Томас Торібіо. Церкву побудовано в колоніальному неокласичному стилі. Будівництво в сучасному вигляді завершив архітектор Бернардо Пончіні.
1860 року завершено фасад церкви. 
1870 року Римський папа Пій XI надав храму статус малої базиліки і церкву освятили на честь Непорочного зачаття Пресвятої Діви Марії.
1878 року Святий Престол заснував єпархію Монтевідео і храм став кафедральним собором цієї нової єпархії. Зі створенням архієпархії Монтевідео 1897 року Римський папа Лев XIII надав собору статус «Catedral Metropolitana y Primada» (Головний митрополичий кафедральний собор).
До першого десятиліття XX століття собор був найвищим і був містоформувальною будівлею міста.
1975 року собор внесено до списку національних історичних пам'яток.
В соборі містяться поховання архієпископів Монтевідео і відомих уругвайських громадських діячів.

## Галерея

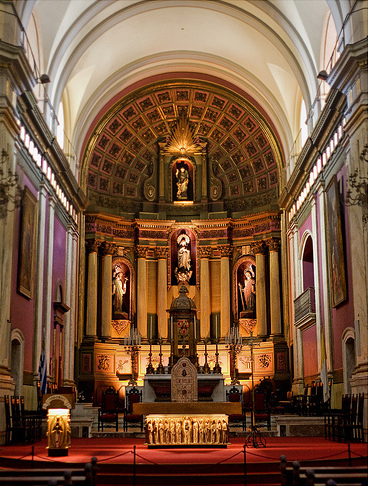
Інтер'єр собору